# エミレーツ・テレコミュニケーションズ・コーポレーション

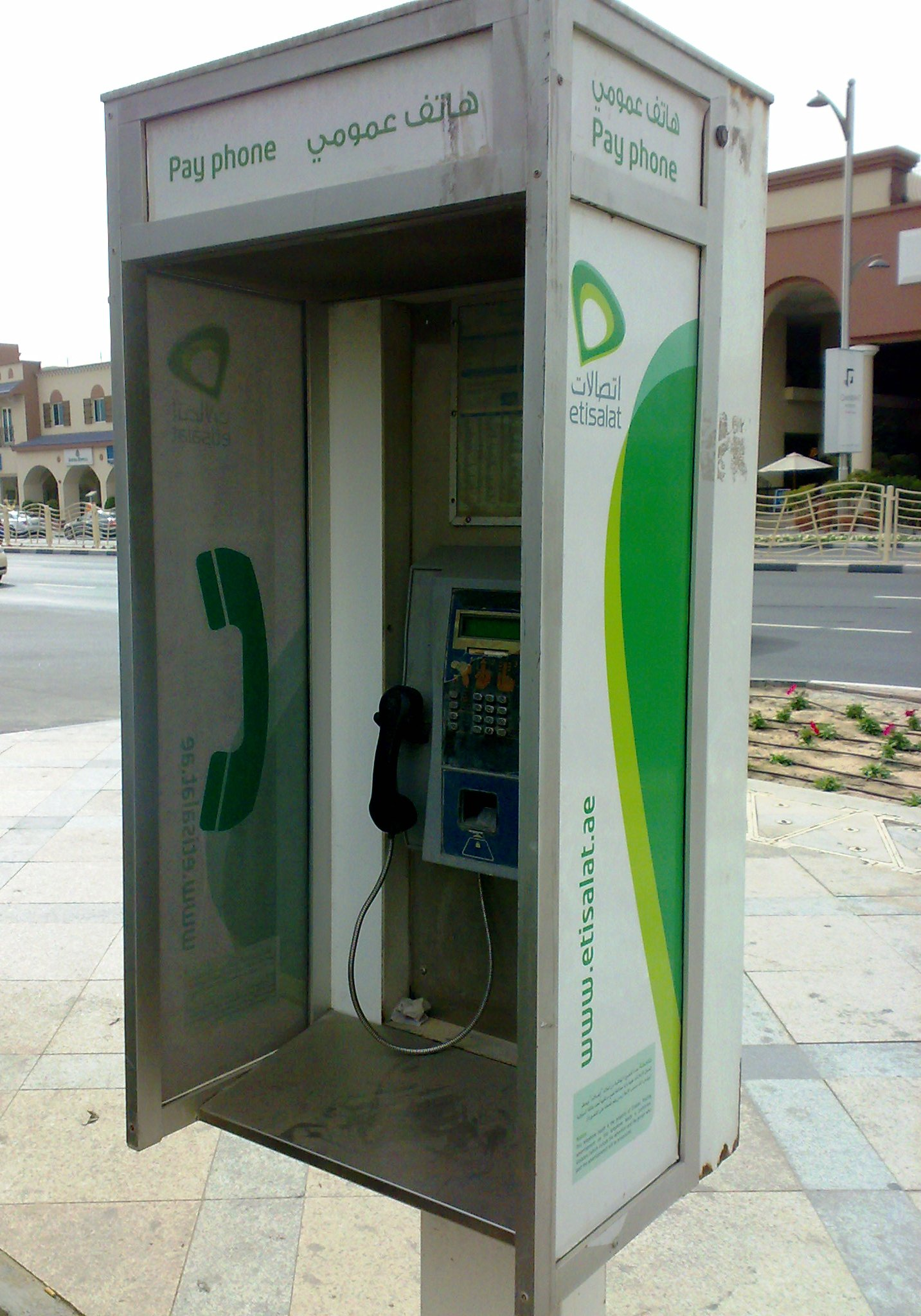
エティサラートは公衆電話事業も展開している。

エミレーツ・テレコミュニケーションズ・コーポレーション (英語: Emirates Telecommunications Corporation) はアラブ首長国連邦 (UAE) に本社を置く電気通信事業会社である。一般には会社のブランド名であるエティサラート (アラビア語: اتصالات, ittiṣālāt イッティサーラート、電気通信を意味する) の名前で知られ、アラブ首長国連邦のほか、アジア、中東、アフリカなど18カ国で事業を展開している。

## 概要
2012年2月時点で、エティサラートは世界の移動体通信事業者の内15位を占めており、1.35億人が利用している。
エティサラートは2012年、フォーブス・中東版においてUAEでもっとも活力のある企業として認定された。
2011年2月10日、エティサラートは報告書の中で総売上高84億ドル (319億AED) 及び純利益が20.78億ドル (76.31億AED)であると公表した。エティサラートはエミレーツ・インテグレーテッド・テレコム (Emirates Integrated Telecom) とともに、国内に二つしか無い通信事業会社の一つである。
エティサラートは中東のインターネットハブの一つであり (AS8966)、中東の他の電気通信事業会社に対し接続サービスを提供している。エティサラートはアフリカと中東において最大の国際音声トラフィックを運用しており、世界でも12番目のトラフィックを運用している。2008年10月、エティサラートは186の国・地域と510のローミング契約を結んでおり、BlackBerry、3G、GPRSやボイスローミングなどの利用が可能となっている。エティサラートはニューヨーク、ロンドン、アムステルダム、フランクフルト、パリ、シンガポールにおいてPoint of presence (PoP) のサービスを提供している。2011年12月、エティサラートは4GLTEの運用を開始すると発表した。

## 歴史
エミレーツ・テレコミュニケーションズ・コーポレーション、通称エティサラートは1976年にInternational Aeradio Limited, British Companyとその他国内の通信事業会社による合弁会社として設立された。1983年、企業の形態が変化し、アラブ首長国連邦政府が会社の全株式の60％を取得、残りの40％が一般に取引されることとなった。
1991年、UAEの中央政府は連邦憲法において、エティサラートに国内及び外国における有線、無線両方の電気通信事業展開を行う権利を付与した。これにより、同時に電気通信設備の所有、輸入、作成、使用、運用を行うためのライセンスを所有することとなった。これは実質的にエティサラートに対して規制と制御を行う権利を与えたということでも有り、国内の電気通信事業においてエティサラートがそのシェアを独占することとなった。国内経済の発展を維持するため、法は国内の電気通信事業の発展に関する条文が付加されている。
電気通信事業利用者は1976年の36,000から1998年の737,000にまで増加し、エティサラート・ネットワークの成長・発展を示すものとなった。
2001年1月のPTCLによりイスラマバードにおいてUfoneのブランド名で始めた携帯電話事業開始は重要な経営転換の契機となった。2005年にPTCLの民営化が行われるとPTCLはエティサラートの傘下に入った。
今日、エティサラートはフィナンシャル・タイムズによる世界のトップ500企業において時価総額部門で140位にランクインし、中東の雑誌においては中東で時価総額部門と売上高部門で6位の企業と発表された。エティサラートはアラブ首長国連邦の土地開発プログラムに関して、石油関連の企業を除けば最も貢献している企業である。
エティサラートは国有化プログラムに関する投資においても貢献度の高い企業でもある。